# Gerichtsbezirk Dignano
Der Gerichtsbezirk Dignano (italienisch: distretto giudiziario Dignano; slowenisch: občina židovska Vodnjan, kroatisch: kotarsko satničtvo Vodnjan) war ein dem Bezirksgericht Dignano unterstehender Gerichtsbezirk in der Markgrafschaft Istrien.
Der Gerichtsbezirk umfasste Gebiete im südlichen Istrien bzw. im heutigen Kroatien nördlich der Stadt Pula. Nach dem Ersten Weltkrieg musste Österreich den gesamten Gerichtsbezirk an Italien abtreten, nach dem Zweiten Weltkrieg gelangte das Gebiet an Jugoslawien. Er ist heute Teil der Gespanschaft Istrien in der Republik Kroatien.

## Geschichte
Um 1850 wurde in Istrien so wie im gesamten Kaisertum Österreich die ursprüngliche Patrimonialgerichtsbarkeit aufgelöst. In der Folge wurde unter anderen der Gerichtsbezirk Dignano geschaffen. Der Gerichtsbezirk unterstand dem für die gesamte Grafschaft zuständigen Landesgericht Rovigno, das wiederum dem Oberlandesgericht Triest, das am 1. Mai 1850 seine Tätigkeit aufnahm, unterstellt war.
Auch nachdem Istrien bzw. Triest sowie Görz und Gradisca vom ursprünglichen Kronland Küstenland ihre Selbständigkeit als Kronland erlangten, blieb das Oberlandesgericht Triest die oberste Instanz für den Gerichtsbezirk Dignano.
Der Gerichtsbezirk Dignano bildete im Zuge der Trennung der politischen von der judikativen Verwaltung
ab 1868 gemeinsam mit den Gerichtsbezirken Pola (Pulj) und Rovigno (Rovinj), jedoch ohne die Stadt Rovigno, den Bezirk Pola.
Der Gerichtsbezirk Dignano wies 1869 eine Bevölkerung von 13.587 Personen auf.
Bis 1910 wuchs die Einwohnerzahl auf 18.032 an, davon hatten 11.070 Personen Kroatisch (81,5 %) als Umgangssprache angegeben, 6.620 sprachen Italienisch (36,7 %), 97 Slowenisch (0,5 %) und 96 Deutsch (0,5 %). Der Bezirk umfasste zuletzt eine Fläche von 335,67 km² bzw. drei Gemeinden. Durch die Grenzbestimmungen des am 10. September 1919 abgeschlossenen Vertrages von Saint-Germain wurde der Gerichtsbezirk Dignano zur Gänze Italien zugeschlagen. Nach dem Zweiten Weltkrieg gelangte das Gebiet an Jugoslawien und ist seit 1991 Teil der Republik Kroatien.
| Jahr | Ein- wohner | Deutsch- sprachige | Italienisch- sprachige | Slowenisch- sprachige | Kroatisch- sprachige |
| ---- | ----------- | ------------------ | ---------------------- | --------------------- | -------------------- |
| 1869 | 13.587      |                    |                        |                       |                      |
| 1880 | 14.618      | 51                 | 5.360                  | 31                    | 8.842                |
| 1890 | 15.090      | 31                 | 5.558                  | 51                    | 9.303                |
| 1910 | 18.032      | 96                 | 6.620                  | 97                    | 11.070               |

## Gerichtssprengel
Der Gerichtsbezirk Dignano umfasste Ende Februar 1918 die drei Gemeinden Barbana (Barban), Dignano (Vodnjan) und Sanvincenti (Svetvinčenat).